# Дерманский монастырь
Дерманский Свято-Троицкий монастырь — православный женский монастырь Ровенской и Острожской епархии в селе Дермань на Волыни, один из очагов антиуниатской борьбы в Малой Руси в конце XVI и первой половине XVII веков. 

## История
Дерманский монастырь был основан в конце XV века магнатом и князем Константином Острожским, впоследствии содержался на средства князей Острожских.
В 1574-1575 годах управителем монастыря был первопечатник Иван Фёдоров. В 1602 году князь Острожский подарил монастырю типографию, в результате чего Дерманский монастырь на некоторое время стал одним из центров книжного дела. В 1603 году монастырём управлял Демьян Наливайко, брат предводителя казацкого восстания Северина Наливайко. Первым игуменом Дерманского монастыря был Исаакий Борискович-Чернчицкий. Монахи учили греческий, латинский и славянский языки и занимались переводами. 

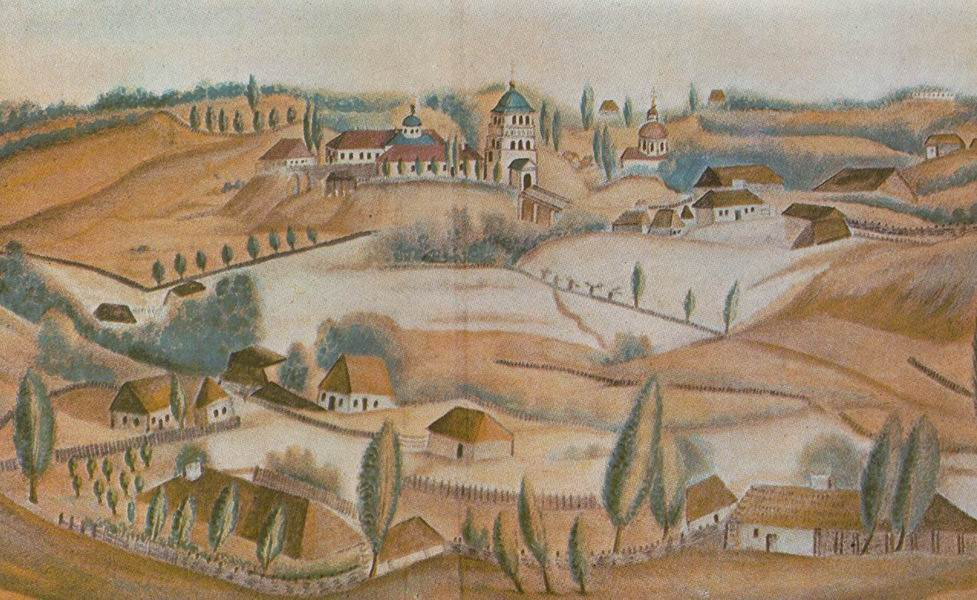
Дерманский монастырь (1845)

В начале 1620-х лет после смерти последнего мужского потомка рода Острожских право патроната над монастырём перешло к князьям Заславским, которые инициировали процесс перехода его в унию. В 1625—1633 годах архимандритом был перешедший в унию Мелетий Смотрицкий. Впоследствии архимандритами монастыря в разное время были Киприан Жоховский и Феодосий Гойжевский.
В 1821 году русское правительство отобрало Дерманский монастырь у василиан и передало его православным монахам из Острога. Высочайшим указом от 21 ноября 1821 года повелено было «греко-униатский Дерманский монастырь отдать в ведение греко-российского духовенства, монахов с их архимандритом Гойжевским перевесть из оного в другие базилианские монастыри, поместя сего последнего на первую архимандричью вакансию». В 1873 году к Дерманскому монастырю был приписан Богоявленский монастырь в Кременце, также переданный православным. 
До 1920 года в Дермани существовала церковно-учительская школа. Позже была открыта епархиальная девичья школа, впоследствии преобразованная в украинскую частную гимназию (к началу 1930-х годов). После вхождения в СССР монастырь действовал до 1960 года.
Возобновлён после 30-летнего перерыва. В настоящее время относится к Украинской православной церкви Московского патриархата.